# 현지혜
현지혜(玄智慧, Maria Yuen Chi Wai)는 홍콩에서 활동한 한국인 배우이다. 1980년대 후반에서 1990년대초기 홍콩영화에 출연했다.

## 출연 영화 목록
- <娶錯老婆投錯胎>
- <경천 용호표> (驚天龍虎豹, 1991년)
- <처녀의 강> (處女降, 1988년)
- <당구 고사> (堂口故事, 1986년)
- <현대의 엽기여자> (現代豪放女, 1985년)
- <종귀> (種鬼, 1983년)

## 참고
- 홍콩영화고(香港影庫)